# Източен Йоркшър
Източен Йоркшър (на английски: East Riding of Yorkshire) е церемониално графство и едноименна неметрополна община със статут на унитарна (самоуправляваща се) единица в регион Йоркшър и Хъмбър, Англия. Церемониалното графство включва и общината Кингстън ъпон Хъл, която на свой ред е унитарна единица. Така в състава на графство Източен Йоркшър влизат 2 общини на обща площ от 2479 квадратни километра. Населението на областта към 2011 година е 590 800 жители. Името му на английски включва думата райдинг (на английски: riding), което на саксонски означава третина (East Riding) и е свързано с историческото графство Йоркшър, т.е. източната третина на Йоркшър.

## География
Източен Йоркшър е част от „Йоркшър и Хъмбър“ – един от деветте административни региона в Англия. Като церемониално графство граничи с Южен Йоркшър и Линкълншър.